# Мішенін Олег Володимирович
Олег Володимирович Мішенін (нар. 18 червня 1974, Дніпропетровськ, УРСР) — український футболіст, захисник.

## Життєпис
Народився в Дніпропетровську, вихованець місцевого клубу «Дніпро-75». Дорослу футбольну кар'єру розпочав 1992 року в складі жовтоводського «Сіріуса», який виступав у обласному чемпіонаті. В сезоні 1992/93 років захищав кольори дніпродзержинського «Металурга» (обласний чемпіонат) та олександрійській «Поліграфтехніці-2» (аматорський чемпіонат).
Напередодні старту сезону 1993/94 років перейшов у «Шахтар». Дебютував за павлоградський клуб 26 березня 1994 року в нічийному (1:1) виїзному поєдинку 23-о туру Другої ліги проти шахтарської «Медіти». Олег вийшов на поле в стартовому складі та відіграв увесь матч. У складі аутсайдера Другої ліги зіграв 53 матч, ще 1 поєдинок провів у кубку України.
У 1995 році перейшов до «Поділля». У футболці хмельницького клубу дебютував 7 серпня 1995 року в переможному (4:0) домашньому поєдинку 2-о туру Першої ліги проти чортківського «Кристалу». Мішенін вийшов на поле на 84-й хвилині, замінивши Теймураза Кіпіані. Єдиним голом за «Поділля» відзначився 23 серпня 1995 року на 45-й хвилині переможного (1:0) домашнього поєдинку 6-о туру Першої ліги проти нікопольського «Металурга». Олег вийшов на поле в стартовому складі та відіграв увесь матч. У команді провів один сезон, за цей час у Першій лізі зіграв 30 матчів (1 гол), ще 3 поєдинки зіграв у кубку України.
Напередодні старту сезону 1996/97 років підсилив «Ниву». У складі тернопільського клубу дебютував 20 липня 1996 року в програному (0:1) виїзному поєдинку 1-о туру Вищої ліги проти кіровоградської «Зірки-НІБАС». Мішенін вийшов на поле в стартовому складі та відіграв увесь матч. У складі команди у Вищій лізі зіграв 68 матчів, ще 5 поєдинків провів у кубку України.